# Abaristophora tonnoiri
Abaristophora tonnoiri är en tvåvingeart som beskrevs av Schmitz i år 1939. Abaristophora tonnoiri ingår i släktet Abaristophora och familjen puckelflugor. Listad som Antipodiphora tonnoiri i Systema Dipterorum. Inga underarter finns listade i Catalogue of Life.